# Expositionsprophylaxe
Als Expositionsprophylaxe bezeichnet man alle nicht-medikamentösen Vorbeugemaßnahmen (Prophylaxe), mit denen man die Wahrscheinlichkeit senkt, dass ein Mensch oder ein Tier einem Erreger ausgesetzt (exponiert) und damit möglicherweise infiziert wird. Im engeren Sinn versteht man unter Expositionsprophylaxe die nicht-medikamentöse Vorbeugung gegen eine Infektion in einem Endemiegebiet.
Mit der Expositionsprophylaxe wird versucht, Infektionsketten zu unterbrechen, indem sie die direkte oder indirekte Übertragung einer Krankheit verhindert. Unter dem Begriff werden sehr unterschiedliche, überwiegend hygienische Maßnahmen zusammengefasst:
- Maßnahmen der Basishygiene wie Händewaschen, Händedesinfektion und das Tragen von Schutzkleidung, z. B. Schutzhandschuhe, Mund-Nasen-Schutz bzw. Atemschutzmaske (bei Grippe und offener Tuberkulose)
- Verwendung von Repellents (gegen Infektionskrankheiten, die von blutsaugenden Gliedertieren übertragen werden, z. B. Stechmücken, Sandmücken oder Zecken)
- Anwendung eines Moskitonetzes (gegen Infektionskrankheiten, die von blutsaugenden Insekten übertragen werden, z. B. Stechmücken oder Sandmücken)
- Tragen von Kondomen (gegen sexuell übertragbare Erkrankungen, z. B. HIV/AIDS, Hepatitis B)
- Nutzung steriler Spritzen (HIV/AIDS, Hepatitis B, Hepatitis C)
- Verwendung von Wasserfiltern (zur Vermeidung von Durchfall, Typhus, Hepatitis A, Cholera)
- Durchführung von Isolierungs- bzw. Quarantäne-Maßnahmen (bei Ansteckungs- bzw. Seuchengefahr)
- Vermeidung von Wasserkontakt (Bilharziose)
- Strahlenschutz zur Vorbeugung gegen Strahlenschäden bei potentieller Exposition gegenüber Strahlung